# Distretto di Shahekou
Il distretto di Shahekou (沙河口区S, Shāhékǒu QūP) è un distretto della Cina, situato nella provincia di Liaoning e amministrato dalla prefettura di Dalian.